# Lahovče
Lahovče je naselje u slovenskoj Općini Cerklju na Gorenjskem. Lahovče se nalazi u pokrajini Gorenjskoj i statističkoj regiji Gorenjskoj. 

## Stanovništvo
Prema popisu stanovništva iz 2002. godine naselje je imalo 373 stanovnika.